# Faqoa
faqoa (Arabisch:فقوعة) is een Palestijns dorp op de Westelijke Jordaanoever, tien kilometer ten zuidoosten van de stad Jenin.